# Pachygonidia gigantea
Pachygonidia gigantea är en fjärilsart som beskrevs av Ludwig Wilhelm Schaufuss 1870. Pachygonidia gigantea ingår i släktet Pachygonidia och familjen svärmare. Inga underarter finns listade i Catalogue of Life.